# Chthonius mayi
Chthonius mayi är en spindeldjursart som beskrevs av Heurtault-Rossi 1968. Chthonius mayi ingår i släktet Chthonius och familjen käkklokrypare. Inga underarter finns listade i Catalogue of Life.